# José Ramón López Díaz-Flor
José Ramón López Díaz-Flor (Ceuta, Espanya 1950) és un piragüista espanyol, ja retirat, guanyador d'una medalla olímpica.
Va participar, als 25 anys, en els Jocs Olímpics d'Estiu de 1976 realitzats a Mont-real (Canadà), on aconseguí guanyar la medalla de plata en la prova de K-4 1000 metres al costat d'Herminio Menéndez, José María Esteban i Luis Gregorio Ramos, sent aquesta la seva única participació olímpica.
Al llarg de la seva carrera ha guanyat sis medalles en el Campionat del Món de piragüisme, entre elles una medalla d'or, una medalla de plata i quatre medalles de bronze.